# Vulkanmal
Vulkanmal (Astroblepus cyclopus) är en fiskart som först beskrevs av Humboldt, 1805.  Vulkanmal ingår i släktet Astroblepus och familjen Astroblepidae. Inga underarter finns listade i Catalogue of Life.
Arten förekommer med flera från varandra skilda populationer i västra Colombia och västra Ecuador. Arten lever i kulliga områden och i bergstrakter mellan 500 och 2800 meter över havet. Individerna vistas i små vattendrag med klart vatten. De är främst nattaktiva. Födan utgörs av insekter, små organiska partiklar och frön som hamnar i vattnet.
Troligtvis påverkas beståndet av vattenföroreningar. I lämpliga habitat är arten talrik. IUCN listar den som livskraftig (LC).